# Свинециттербий
Свинециттербий — бинарное неорганическое соединение
иттербия и свинца
с формулой YbPb,
кристаллы.

## Получение
- Сплавление стехиометрических количеств чистых веществ:

{\displaystyle {\mathsf {Yb+Pb\ {\xrightarrow {1116^{o}C}}\ YbPb}}}

## Физические свойства
Свинециттербий образует кристаллы
тетрагональной сингонии, пространственная группа P 4/mmm, параметры ячейки a = 0,5085 нм, c = 0,4443 нм, Z = 2,
структура типа медьзолота AuCu
.
При температуре 507°C в соединении происходит фазовый переход.
Соединение конгруэнтно плавится при температуре 1116°C.